# Gunnar Kalén
Karl Gunnar Kalén, född 17 september 1901 i Gryts församling, Södermanlands län, död 1 juli 1934 i en mc-olycka i Hohenstein-Ernstthal, då hemmahörande i Huskvarna församling, Jönköpings län, räknas till de legendariska svenska mc-förarna. Trots sin tidiga bortgång blev han en av de mest framgångsrika. 
Gunnar Kalén var son till banvakten Per Adolf Kalén och Hilma Pettersson. Gunnar Kalén var till yrket verkmästare innan han blev professionell motorcyklist.

## Tävlingskarriär
Efter att en tid ha tävlingskört för det belgiska märket Sarolea gick han 1932 över till det välkända Husqvarnastallet som fabriksförare. 
Kalén vann sin första Novemberkåsa genom tre raka segrar åren 1926–1928. Sin andra kåsa tog han hem 1933 genom segrar 1929,1930 på Sarolea och 1933 på Husqvarna. Han vann Sveriges Grand Prix på Saxtorp 1932 och 1933, vilket 1933 gällde som europamästerskap. Han klockades för snittfarten 142 km/h vid ett rundbanelopp på is i Norge 1932 och vann samma år det finska Djurgårdsloppet.
Gunnar Kalén omkom den 1 juli 1934 vid en kullkörning under Tysklands Grand Prix som hölls på den 8 730 m långa landsvägsbanan i Hohenstein-Ernstthal (gamla Sachsenring) nära Chemnitz. Kalén gravsattes på Skogskyrkogården, Gamla Enskede, den 9 juli 1934.